# San Miguel Chimalapa
San Miguel Chimalapa är en kommun i Mexiko.   Den ligger i delstaten Oaxaca, i den sydöstra delen av landet, 600 km sydost om huvudstaden Mexico City.
Följande samhällen finns i San Miguel Chimalapa:
- San Antonio
- Vista Hermosa
- Las Anonas
- Palo Colorado
- Rodulfo Figueroa
- Ramón Escobar Balboa
- San Felipe